# Pieve dei Santi Giusto e Donato
L'ex pieve dei Santi Giusto e Donato si trova a Monteroni d'Arbia.

## Descrizione
La vecchia chiesa, oggi sostituita da una costruzione degli anni settanta del XX secolo, rivela la sua antica origine nella romanica facciata a capanna; trasformata in sala per conferenze, all'interno non serba tracce della precedente destinazione.
Sono state spostate nella nuova chiesa una Madonna col Bambino, oggetto di grande devozione da parte dei fedeli, inserita in un'elegante cornice neogotica a forma di tempietto, opera di Dionisio Burbarini, pittore senese attivo tra la fine del Seicento e l'inizio del Settecento; il Martirio di Santa Caterina d'Alessandria, opera coeva della precedente; e un Crocifisso di alta qualità artistica, collegato all'elegante tradizione plastica senese del Quattrocento.